# Jean Isaac Tondu du Metz
Pour les articles homonymes, voir Tondu.
Jean Isaac Tondu du Metz est un homme politique français né le 20 mars 1789 à Noyon (Oise) et décédé le 1er décembre 1871 à Attichy (Oise).
Juge de paix du canton d'Attichy, maire d'Attichy en 1814, il est révoqué en 1815 et réintégré en 1830. Il devient également conseiller d'arrondissement et député de l'Oise de 1848 à 1849, siégeant à droite.
Par décret en date du 4 mai 1864, il est nommé Chevalier de la Légion d'Honneur, en sa qualité de juge de paix du canton d'Attichy.

## Généalogie
Fils de Jean Antoine Tondu du Metz, bourgeois de Noyon, et de Marie Godeberthe Cécile Désirée Guibert, il nait le 20 mars 1789, au domicile de ses père et mère situé en la ville de Noyon. Il reçoit les sacrements du baptême le 24 mars, en l'église paroissiale Saint-Martin, et a pour parrain et marraine, Samson Jean Henry Antoine Guibert, Procureur du Roy de la ville de Noyon, son aïeul maternel, représenté par Henry Antoine Guibert, Notaire royal au bailliage de Villers-Cotterêt, son oncle maternel, et Madeleine Lalau, sa grand tante paternelle.

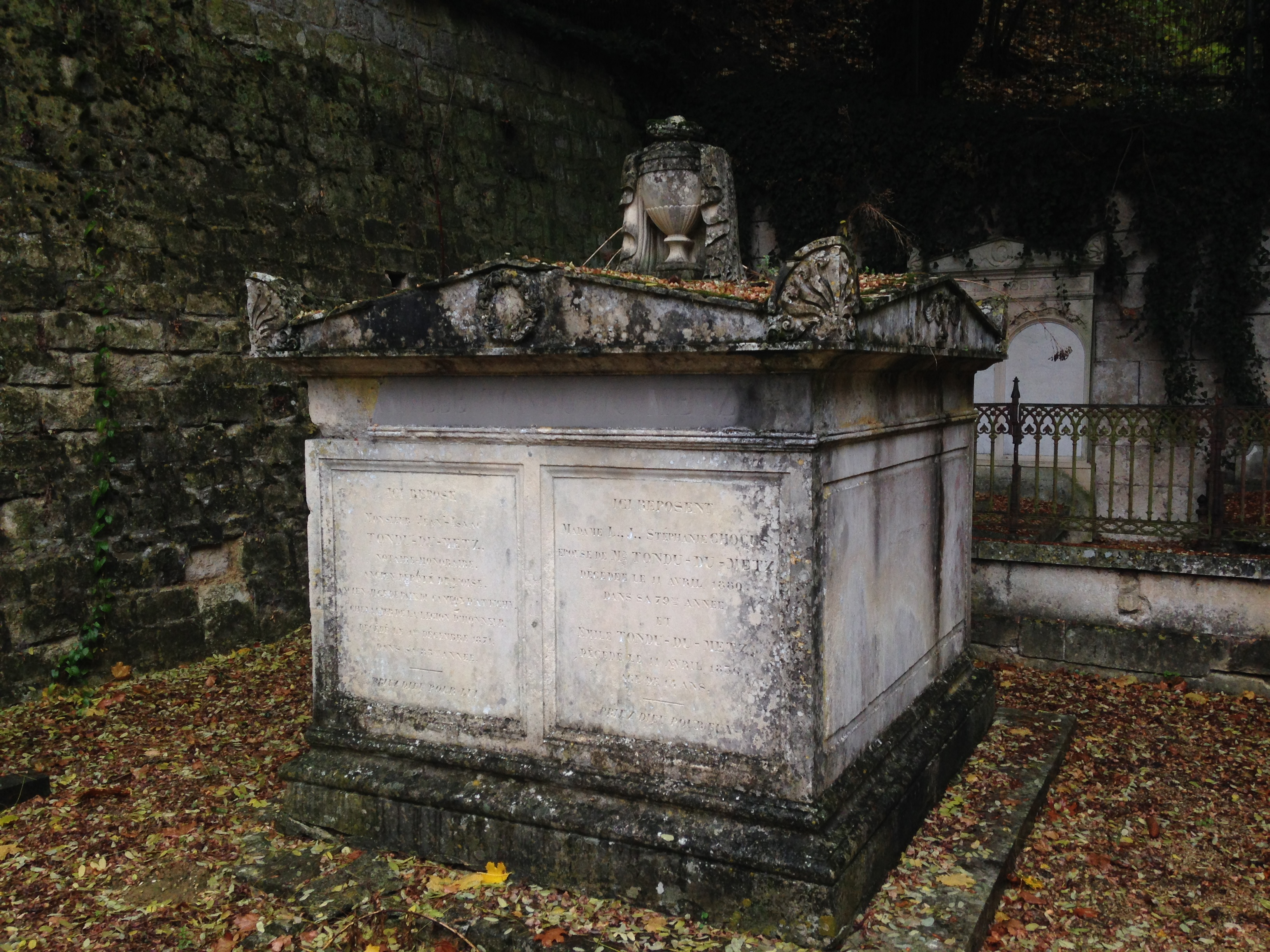
Sépulture de Jean-Isaac et Stéphanie Tondu du Metz, à Attichy (France, département de l'Oise), le 10 novembre 2018.

Il épouse, en premières noces, Marie Anne Adélaïde Roguin, avec laquelle il a Cécile Adélaïde Flore Philippine et Cécile Pélagie.
Veuf, il épouse, en secondes noces, le 25 juin 1821, à Attichy, Louise Joséphine Stéphanie Chocus, fille de Louis Antoine Chocus, ancien juge de paix du canton d'Attichy, et de Marie Élisabeth Le Brasseur, avec laquelle il aura Émile, Valérie Léontine, Marie Prospère Félicie, Flore Stéphanie et Amélie Élise Félicie, cette dernière mère de René Gamain.

## Sources
- « Jean Isaac Tondu du Metz », dans Adolphe Robert et Gaston Cougny, Dictionnaire des parlementaires français, Edgar Bourloton, 1889-1891 [détail de l’édition]